# BisTris
BisTris ist die Kurzbezeichnung für Bis(2-hydroxyethyl)amino-tris(hydroxymethyl)methan, eine Puffersubstanz, mit einem pKs-Wert von 6,5. Der einsetzbare pH-Bereich erstreckt sich somit von 5,8 bis 7,2.
BisTris wird für die BisTris-SDS-PAGE verwendet, die auch unter dem Namen NuPAGE von der Firma Invitrogen vertrieben wird und patentiert ist. BisTris-enthaltende Polyacrylamidgele sind nicht kompatibel mit einer Proteinfärbung mit Rutheniumkomplexen.

## Herstellung
BisTris kann durch Reaktion von einem mol Tris(hydroxymethyl)aminomethan (Tris) mit zwei mol 2-Chlorethanol oder zwei mol Ethylenoxid hergestellt werden. Im ersten Fall muss eine Base verwendet werden, um die entstehende HCl zu neutralisieren.